# Yegorovita
La yegorovita és un mineral de la classe dels silicats. Anomenat així pel químic cristal·lí Yuriy Klavdievich Yegorov-Tismenko (1938-2007).

## Característiques
La yegorovita és un inosilicat de fórmula química Na₄[Si₄O₈(OH)₄]·7H₂O. És el primer silicat natural de sodi amb cadenes individuals de tetraedres de silici en ziga-zaga. Va ser aprovada com a espècie vàlida per l'Associació Mineralògica Internacional l'any 2008. Cristal·litza en el sistema monoclínic. Es troba en forma de cristalls prismàtics gruixuts incolors semitransparents, laminars, de fins a 1 mm de llarg.

## Formació i jaciments
Va ser descoberta a la pegmatita Palitra, al mont Kedykverpakhk, al massís de Lovozero (Península de Kola, óblast de Múrmansk, Rússia), l'únic indret on ha estat trobat aquest mineral. Sol trobar-se associada a altres minerals com la revdita o la megaciclita.